# Molophilus tuu
Molophilus tuu är en tvåvingeart som beskrevs av Günther Theischinger 1992. Molophilus tuu ingår i släktet Molophilus och familjen småharkrankar. Inga underarter finns listade i Catalogue of Life.